# Eryk Baczyński
Eryk Jerzy Baczyński (ur. 12 czerwca 1998 w Warszawie) – polski prawnik, działacz społeczny i aktywista miejski związany z Warszawą, przewodniczący stowarzyszenia Miasto Jest Nasze (od 2024).

## Życiorys
Ukończył studia prawnicze na Uniwersytecie Warszawskim (2022). Pracował w kancelariach prawnych oraz w urzędach.
W 2020 został członkiem stowarzyszenia Miasto Jest Nasze, w ramach którego koordynował prace śródmiejskiego koła MJN, a następnie przez dwa lata pełnił funkcję sekretarza Zarządu. W ramach MJN nagłośnił między innymi sprawę planowanej zabudowy Park Mauzoleum-Cmentarz Żołnierzy Radzieckich. W czerwcu 2024 został wybrany na przewodniczącego stowarzyszenia Miasto Jest Nasze.
W wyborach samorządowych w 2024 kandydował z list KKW Lewica do Rady miasta stołecznego Warszawy.